# Nehybný žebřík

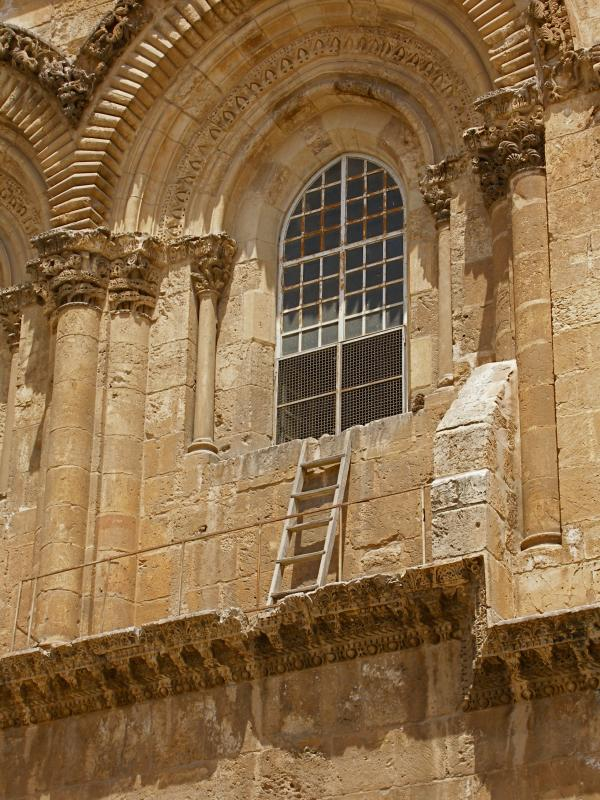
Nehybný žebřík v roce 2009

Nehybný žebřík (hebrejsky סולם הסטטוס קוו, sulam ha-status kvo) je cedrový žebřík, nacházející se nad vnější fasádou a pod oknem chrámu Božího hrobu v Jeruzalémě. První zmínka o něm pochází z roku 1757 a od 18. století stojí na stále stejném místě.

## Označení
Žebřík je označován jako „nehybný“, protože vzhledem k rozdělení správy chrámu Božího hrobu mezi šest křesťanských církví nemůže být jakékoli příslušenství tohoto chrámu měněno či přesunuto bez souhlasu všech těchto církví.
Na základě nařízení papeže Pavla VI. z roku 1964 má tento žebřík zůstat na svém místě až do ekumenického spojení katolické a pravoslavné církve.
„Nehybnost“ žebříku je však především dána trvajícím sporem mezi Řeckou pravoslavnou církví a Arménskou apoštolskou církví – římsa, na které žebřík stojí, spadá do správy řecké církve, a okno, pod kterým stojí, spadá do správy arménské církve.